# Емотивізм
Емотивізм (англ. еmotive – те, що викликає емоції, збуджує, від лат. еmoveo – зворушую, хвилюю) — суб'єктивістська теорія моралі, відома також як метатеорія, стверджує, що моральні судження не мають логічного значення, не можуть вважатися абсолютно істинними або хибними, оскільки не описують будь-яких фактів і не дають ніякої інформації про світ. Значення їх полягає в тому, щоб служити для вираження емоцій. 
Д. Юм також стверджував, що моральні судження не несуть повідомлення про предмети й вчинки, а лише відображають ставлення до них у формі схвалення або несхвалення. Емотивізм як самостійна концепція сформувався в ХХ столітті в рамках неопозитивізму. Прибічники емотивізму включають А. Айєра, Ч. Стівенсона, Б. Рассела, М. Шліка, Р. Карнапа та інших.